# 아랍계 문자

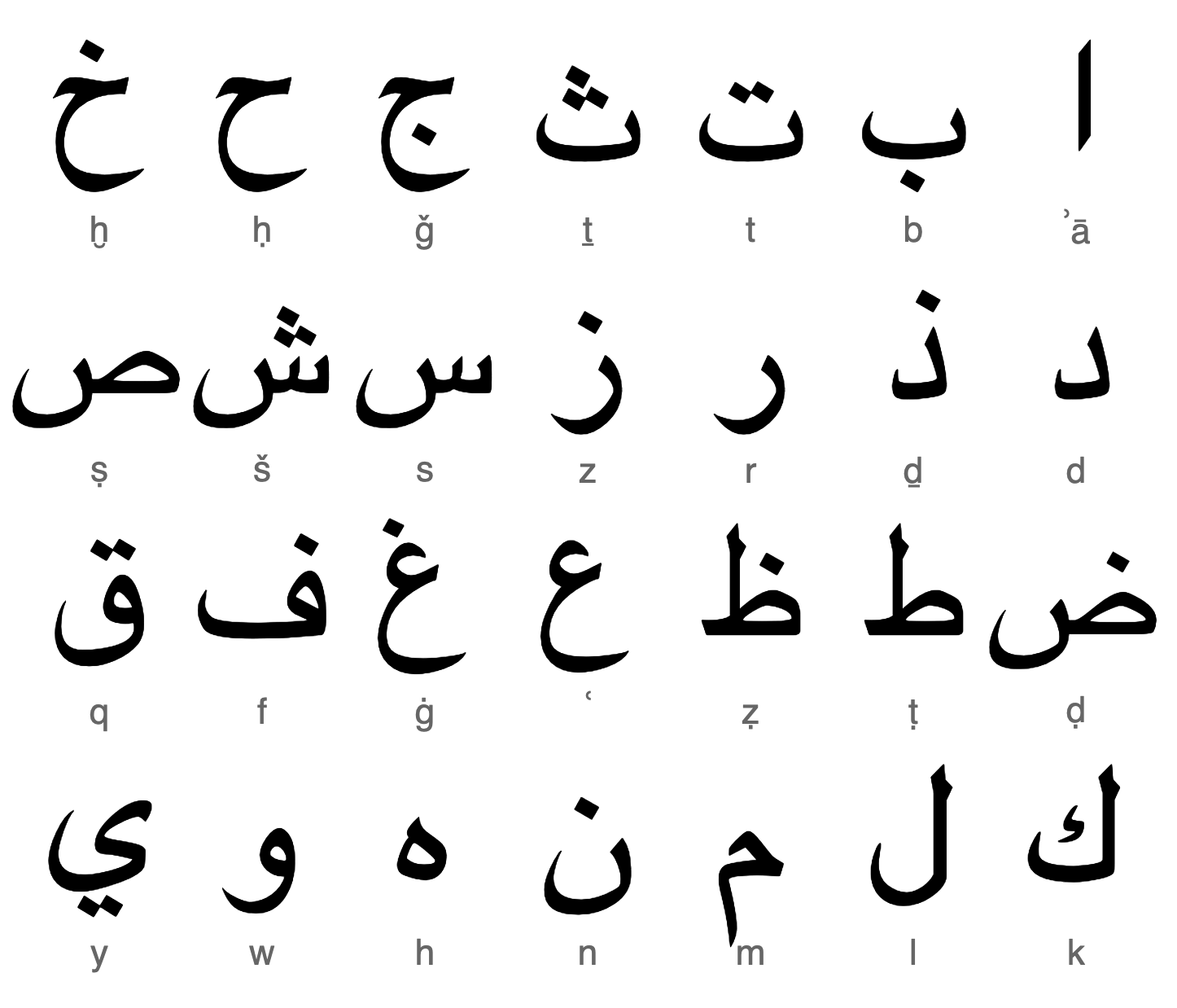

아랍계 문자(Arabic script)는 아랍어와 아시아 및 아프리카의 여러 다른 언어에 사용되는 문자이다. 이는 세계에서 두 번째로 널리 사용되는 음소문자(라틴 문자 다음으로)이며, 이를 사용하는 국가 수로 볼 때 세계에서 두 번째로 널리 사용되는 문자이며, 사용자 수로 볼 때 세 번째로 가장 널리 사용되는 문자이다. (라틴어 및 한자 다음으로).
이 문자는 처음에 아랍어로 본문을 작성하는 데 사용되었으며, 특히 이슬람교의 경전인 쿠란이 가장 유명하다. 종교가 확산되면서 많은 어족의 기본 문자로 사용되었고, 이로 인해 새로운 문자와 기타 기호가 추가되었다. 아직도 이 언어를 사용하는 언어로는 페르시아어(파르시어 및 다리어), 말레이어(자위 문자), 참어(Akhar Srak), 위구르어, 쿠르드어, 펀자브어(샤무키 문자), 신드어, 발티어, 발루치어, 파슈토어, 루르어, 우르두어, 카슈미르어, 로힝야어, 소말리어, 만딩카어, 무레어 등이 있다. 16세기까지 일부 스페인어 텍스트에도 사용되었으며, 1928년 문자 개혁 이전에는 튀르키예어의 문자였다.
이 문자는 필기체로 오른쪽에서 왼쪽으로 쓰여지며, 대부분의 글자는 단독으로 쓰여지는지, 뒤따르는 글자나 앞 글자와 결합되어 있는지에 따라 조금씩 다른 형태로 쓰여진다. 스크립트에는 대문자가 없다. 대부분의 경우 문자는 자음 또는 자음과 몇 개의 모음을 표기하므로 대부분의 아랍어 알파벳은 아브자드이며 소라니어, 위구르어, 만다린어, 보스니아어의 쿠르드어 방언과 같은 일부 언어에 사용되는 버전은 음소문자이다. 이는 아랍 서예 전통의 기초이다.

## 같이 보기
- 아랍 문자 (유니코드 영역)
- 아랍어 로마자 표기법
- 샤오얼징